# Los Hinojosos
Los Hinojosos es un municipio español de la provincia de Cuenca, en la comunidad autónoma de Castilla-La Mancha. Tiene una superficie de 113,95 km² con una población de 721 habitantes (INE 2024) y una densidad de 7,92 hab/km².

## Geografía

### Ubicación
Situado en plena Mancha Alta, en lo que antes era del Priorato de Uclés, que se extendía hasta el Guadiana, cerca del antiguo camino de Andalucía a Cataluña cuya ruta más próxima va desde Campo de Criptana, El Toboso, Mota del Cuervo, Los Hinojosos, Hontanaya.

## Demografía
Los Hinojosos cuenta con una población de 721 habitantes (INE 2024).

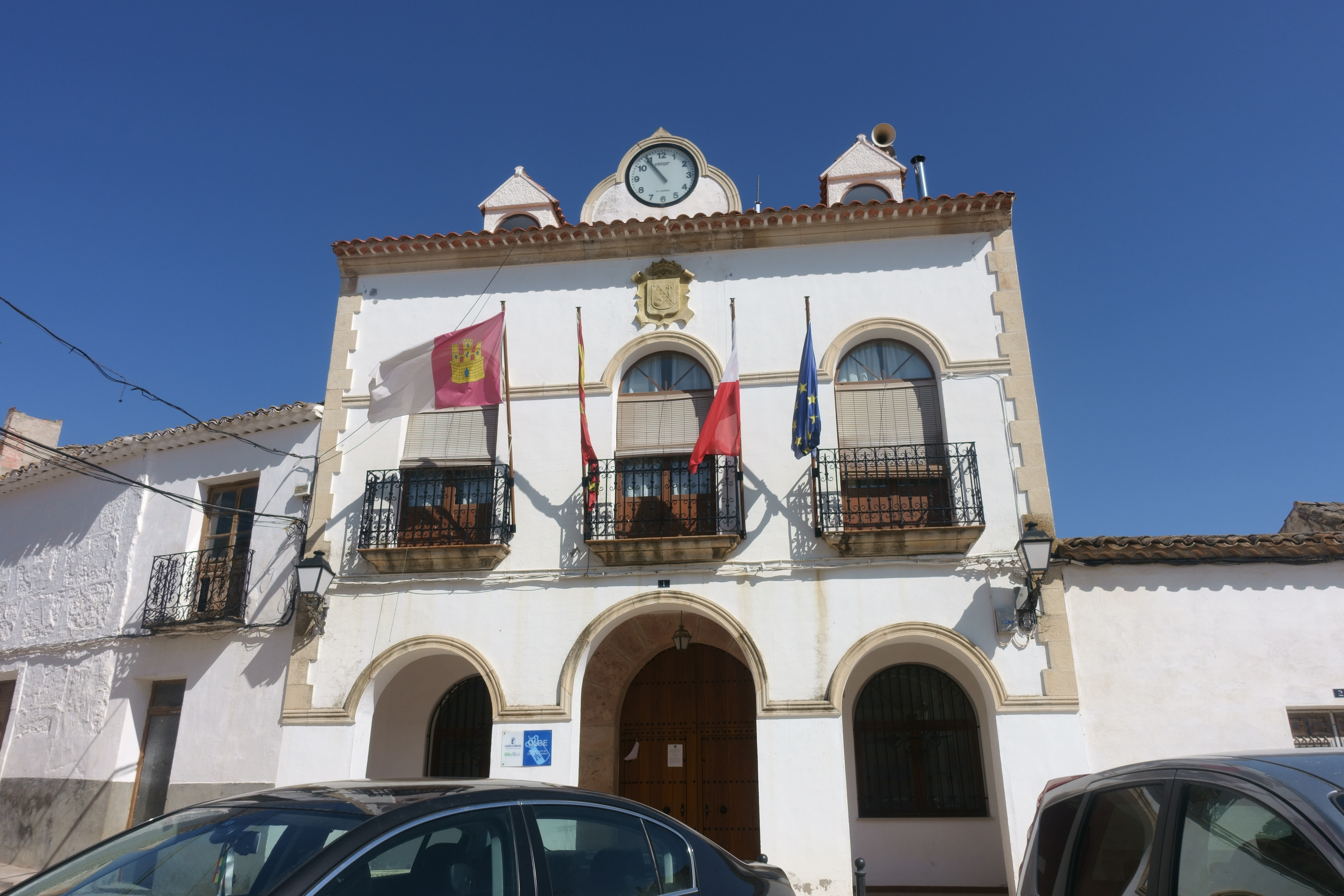
Casa consistorial

| Gráfica de evolución demográfica de Los Hinojosos entre 1842 y 2021                                                 |
| |
| Población de derecho según los censos de población del INE Población de hecho según los censos de población del INE |

| 3105          | 1207 | 1129 | 1060 | 940 | 884 |
| (Fuente: INE) |      |      |      |     |     |

## Historia
El origen de Los Hinojosos se inicia con los iberos y celtíberos, ya que se han hallado vestigios de sus utensilios y construcciones, ejemplo de estas es el Templo Fálico de piedra conservado en unas condiciones óptimas en lo que hoy llamamos el Santo de la Hontanilla, aunque su fundación documentada, se inicia con la tribu de los Olcades, indómitos guerreros, que contribuyeron a la derrota de Viriato (180 a. C. a 139 a. C.), aunque la información de estos primeros pueblos es escasa, casi se limita a la referencia de la amistad con el famoso general cartaginés Aníbal y a la derrota del lusitano Viriato.
Grupo más numeroso y que habitó nuestras tierras fueron los carpetanos que ocuparon las tierras comprendidas entre la cuenca del Tajo y las cuencas de los ríos Cigüela y Záncara.
Nuestra zona fue conquistada, posteriormente por los romanos de quienes se han encontrado numerosos restos de mosaicos y ánforas en "La Covatilla".
Con la invasión árabe, se transforma a la vez en asentamientos árabes y en tierras de paso de alternativas conquistas entre musulmanes y cristianos.
En la historia de nuestro pueblo, tienen vital importancia dos hechos principales, por un lado la Creación de las órdenes militares y por otro la aparición del señorío de Villena.
La Orden de Santiago fue una orden religiosa y militar creada en el siglo XII en el Reino de León.
Entre 1157 y 1230, la dinastía real se dividió en dos ramas opuestas, por lo que la rivalidad tiende a oscurecer los inicios de la Orden. Dos ciudades lucharon por obtener el honor de ser la sede de la Orden, León, en el reino de ese nombre, y Uclés en el antiguo reino de Castilla, siendo esta última ciudad la que ostentó la sede principal de la Orden de Santiago, por donación de Alfonso VIII.
El Rey, descontento de la actuación de los caballeros de San Juan, que administraban desde 1163 el castillo de Uclés,  entregó dicho castillo a los de Santiago, para que defendiesen la comarca de los ataques musulmanes. El acto tuvo lugar, con toda solemnidad, en Arévalo, el 9 de enero de 1174. En presencia de los magnates del reino, prelados y nobles, Alfonso VIII, en unión con su esposa Leonor de Inglaterra, entregaba el castillo y la villa de Uclés, con todas sus tierras, viñas, prados, pastizales, arroyos, molinos, pesquerías, portazgos, entradas y salidas, a don Pedro Fernández, maestre de Santiago.

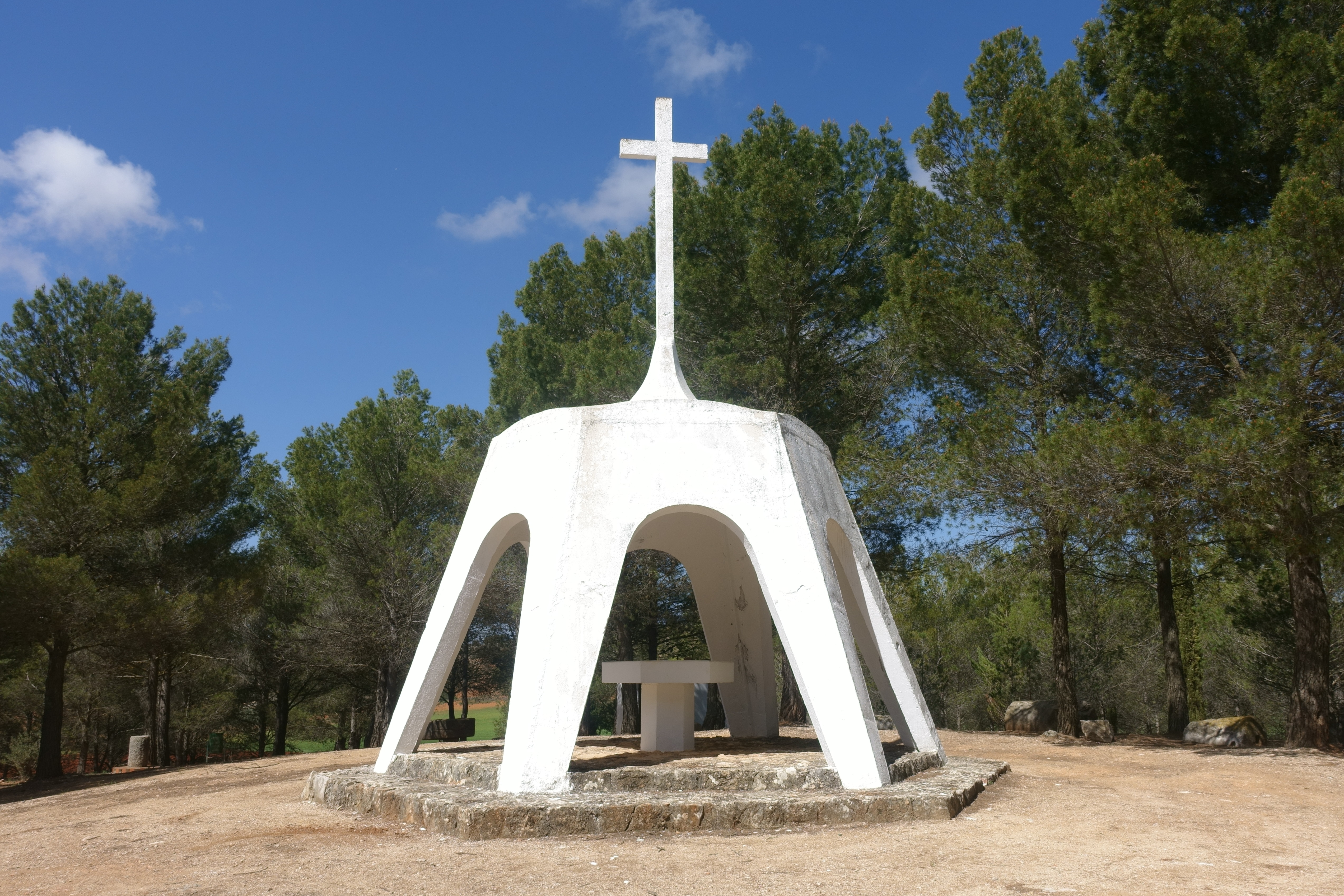
Ermita de San Antón

La fortaleza de Uclés, estaba bajo el poder cristiano, mientras la de Alarcón, se encontraba bajo poder musulmán, lo que nos conduce a pensar sin temor a equivocarnos, que las pequeñas aldeas y lugares situados entre estos puntos fuertes queden a merced de los caprichos de la guerra, pasando de unas manos a otras, hasta que las tropas de los reinos cristianos peninsulares derrotan a las musulmanas en la batalla de Las Navas de Tolosa (Jaén) el año 1212, quedando sumamente debilitado el poderío musulmán en un amplio territorio.
Una vez liberada de los musulmanes toda la zona manchega, se inicia la repoblación de aquellos lugares que han quedado prácticamente despoblados. en la repoblación de la Mancha tiene gran influencia el Infante Don Juan Manuel, nacido el año 1282, hijo del Infante Don Manuel hermano del rey Alfonso X El Sabio. Recibe Don Juan, por herencia de su padre, el Señorío de Villena y con él la tarea de su repoblación.
La influencia de las Órdenes Militares en el siglo XII y sucesivos, llevan a la extraña,  paradójica y curiosa partición del pueblo de Los Hinojosos en dos.
La división del Hinojoso, acaeció en el año 1.232, cuando el obispo de Cuenca, don Gonzalo, por mandato del rey de Castilla, Fernando III, procedió a cerrar la frontera entre los concejos de Uclés y Alarcón, desde la Sierra de Almenara hasta las Mesas Rubias. Don Gonzalo tomó como línea divisoria desde la Sierra de Almenara el camino que unía las poblaciones de Hontanaya hasta Las Mesas Rubias. Como este camino atravesaba el Hinojoso, esta población quedó dividida en dos. A lo largo de la línea fronteriza, puso cuatro mojones principales, situados: el 1º en la peña del final de la sierra de Almenara o Jabalmeña, el 2º se colocó en la confluencia del camino de Guzquez con el camino fronterizo, el 3º en el pozo existente en el centro del pueblo de Hinojoso y el 4º en el pozo de la Puebla del Aljibe. El Señor Obispo dispuso que al recorrer la línea divisoria de norte a Sur el territorio que quedase a la derecha, pertenecería al Priorato de Uclés y el de la izquierda al Concejo de Alarcón. La línea fronteriza coincidía exactamente por el centro del pozo señalizándose con una piedra alargada, dirección norte sur, que dividía la boca del pozo en dos, para su utilización por el lado derecho por los habitantes de Hinojoso de la Orden y por la parte izquierda por los habitantes del Hinojoso del Marquesado, de igual manera que quedó dividido El Hinojoso en dos poblaciones. Todo lo que queda a la izquierda de la divisoria caminando hacia el sur, pertenecería al Concejo de Alarcón de ahí el nombre de Hinojoso del Marquesado (Señorío de Villena) y todo lo de la derecha al Priorato de Uclés perteneciente a la Orden de Santiago, llamándose Hinojoso de la Orden.
Sancho IV, sobrino de Don Manuel amplía el territorio, pero es con su hijo Don Juan Manuel con quien desde 1298 el señorío de Villena adquiere gran poder gracias a su apoyo al rey. En estos momentos el marquesado tiene cuatro núcleos importantes: Alarcón, Chinchilla, Villena y Garcimuñoz, desde los cuales lanzará ofensivas a la corona. Alfonso XI consigue romper las alianzas con Aragón y ataca el señorío desde Cuenca y Murcia. Don Juan Manuel (se reconcilia con el rey pero poco después vuelve a pactar con Aragón, donde finalmente tiene que exiliarse tras una nueva derrota del rey.
En 1348 muere Don Juan Manuel y le sucede su hijo Don Fernando que también fallece a los pocos años y lo mismo ocurrirá con su hija Doña Blanca, que hereda el señorío siendo una niña bajo la tutela del caballero Don Iñigo López de Orozco. Doña Blanca, que era la esposa de Enrique de Trastámara,  no llega a gobernar directamente y además muere muy pronto, en 1360, desapareciendo con ella los herederos del señorío y éste pasa a ser nuevamente propiedad de la Corona.
En 1386 tuvo lugar la constitución de la Hermandad del marquesado de Villena. Alfonso de Aragón sería el primer Marqués de Villena, una vez designado ese rango de señorío.
El Marquesado de Villena,  llegó a pertenecer al Rey Juan I de Navarra, quien comprometió en matrimonio a su hija Blanca con Enrique IV de Castilla, incluyendo en la dote matrimonial el Marquesado de Villena. La parte santiaguista o Hinojosos de la Orden, desde el 4 de marzo de 1353 formó parte del Común de la Mancha junto con Villamayor, la Puebla de Don Fadrique, Quintanar, Villanueva de Alcardete, Miguel Esteban, Campo de Criptana, Pedro Muñoz, Mota del Cuervo, Santa María de los Llanos, Socuéllamos y Tomelloso, y las tierras hasta Guadiana, gracias al infante D. Fadrique que como Maestre de La Orden de Santiago, otorga el Privilegio del Común de la Mancha, garantizando en dicho documento a una serie de prebendas y exenciones a todas las poblaciones arriba mencionadas, todas ellas situadas entre los ríos Cigüela y Guadiana.

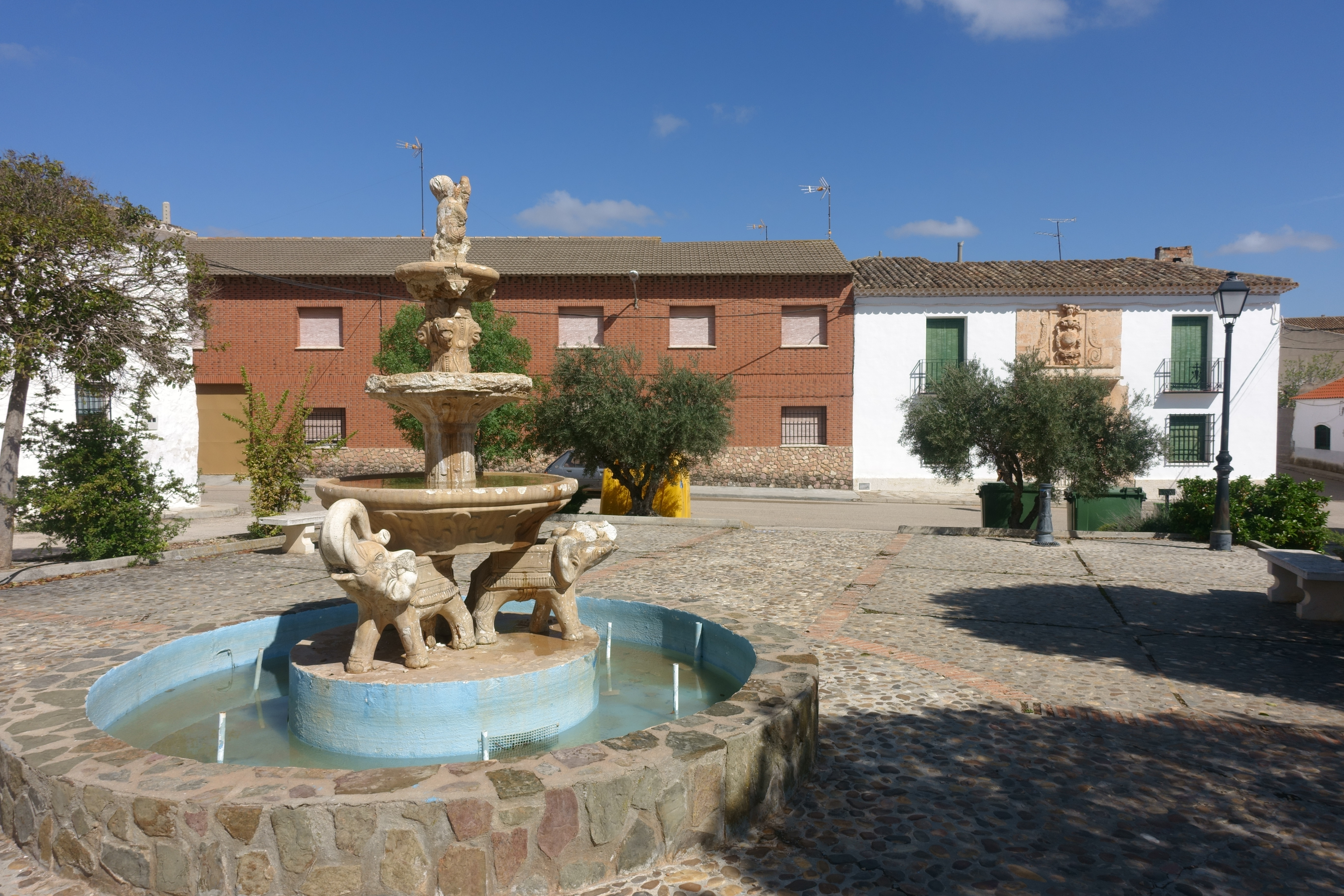
Plaza del Carmen

Desde el siglo XIV el Hinojoso de la Orden perteneció a la provincia llamada de la Mancha y no a la de Cuenca.
No es hasta las reformas liberales de 1833, reinando de Isabel II esta tenía 3 años de edad,  por lo que ostentaba la Regencia María Cristina, su madre, cuando pasa a formar parte de la provincia conquense. 

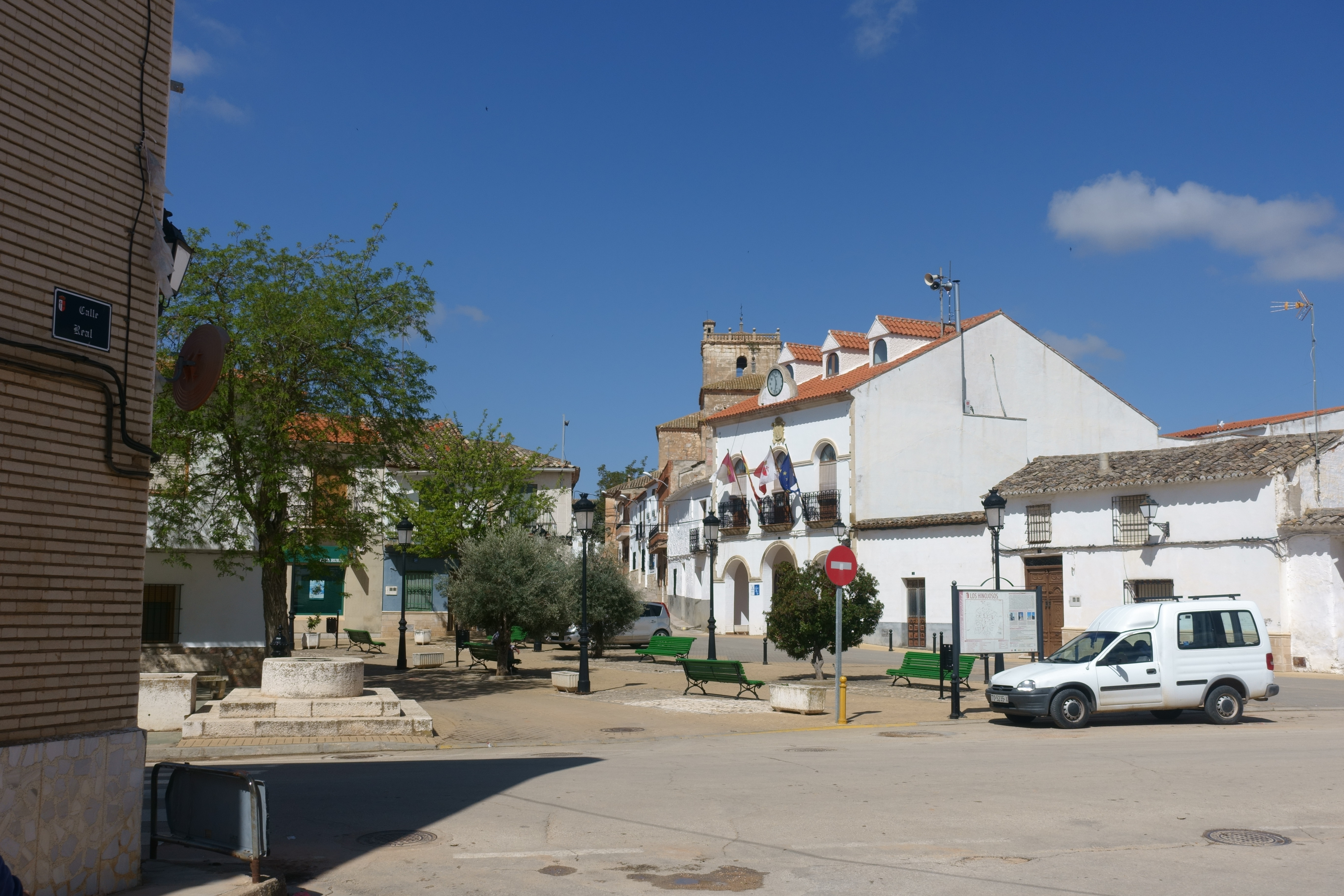
Plaza de la Constitución

A continuación transcribimos literalmente la referencia a nuestro pueblo o pueblos según él:
"Diccionario Geográfico-Estadístico de España y Portugal, en su tomo IV, editado en el año 1.826 y escrito por el Doctor Don Sebastián de Miñano, individuo de la Real Academia de la Historia, y de la Sociedad de Geografía de París editado en el año 1.826  con el real permiso en Madrid: Imprenta de Pieperat-Peralta, plazuela del cordón n, 1.", ( transcripción de su portada).
HINOJOSO DEL ORDEN, V. Ord. de España, provincia de la Mancha, partido de Villanueva de los Infantes, priorato de Uclés, A. O., 400 vecinos, 1.758 habitantes, 1 parroquia, 1 pósito. Sit. en una llanura y una sola calle la separa del pueblo de Hinojosos del Marquesado, siendo un pozo divisorio. Produce granos, aceite, vino, azafrán y anís. Dist. 18 leguas de la capital, 17 de la cabeza de part., 20 de Madrid, 5 de Alcázar de San Juan, 52 de Granada. Contr. 9003 rs. 4 mrs. 
HINOJOSOS DEL MARQUESADO, L. S. de España, provincia y obispado de Cuenca, partido de San Clemente. A. P. 272 vecinos, 1.347 habitantes, 1 parroquia, 1 pósito. Esta población está separada de Hinojosos de la Orden por una sola calle y un pozo que hay entre las dos: ambas en terreno llano que produce granos, vino y aceite. Dist. 6 leguas de la cabeza de part., en cuyo intermedio se hallan Monreal y Belmonte. Contribuye 6,321 reales 11 maravedis. Derechos enagenados (sic) 1.792 rs. 17 mrs.
En la actualidad es un solo pueblo, con un solo ayuntamiento, resultado de la unión de los dos pueblos separados caprichosamente por los señores feudales

## Economía

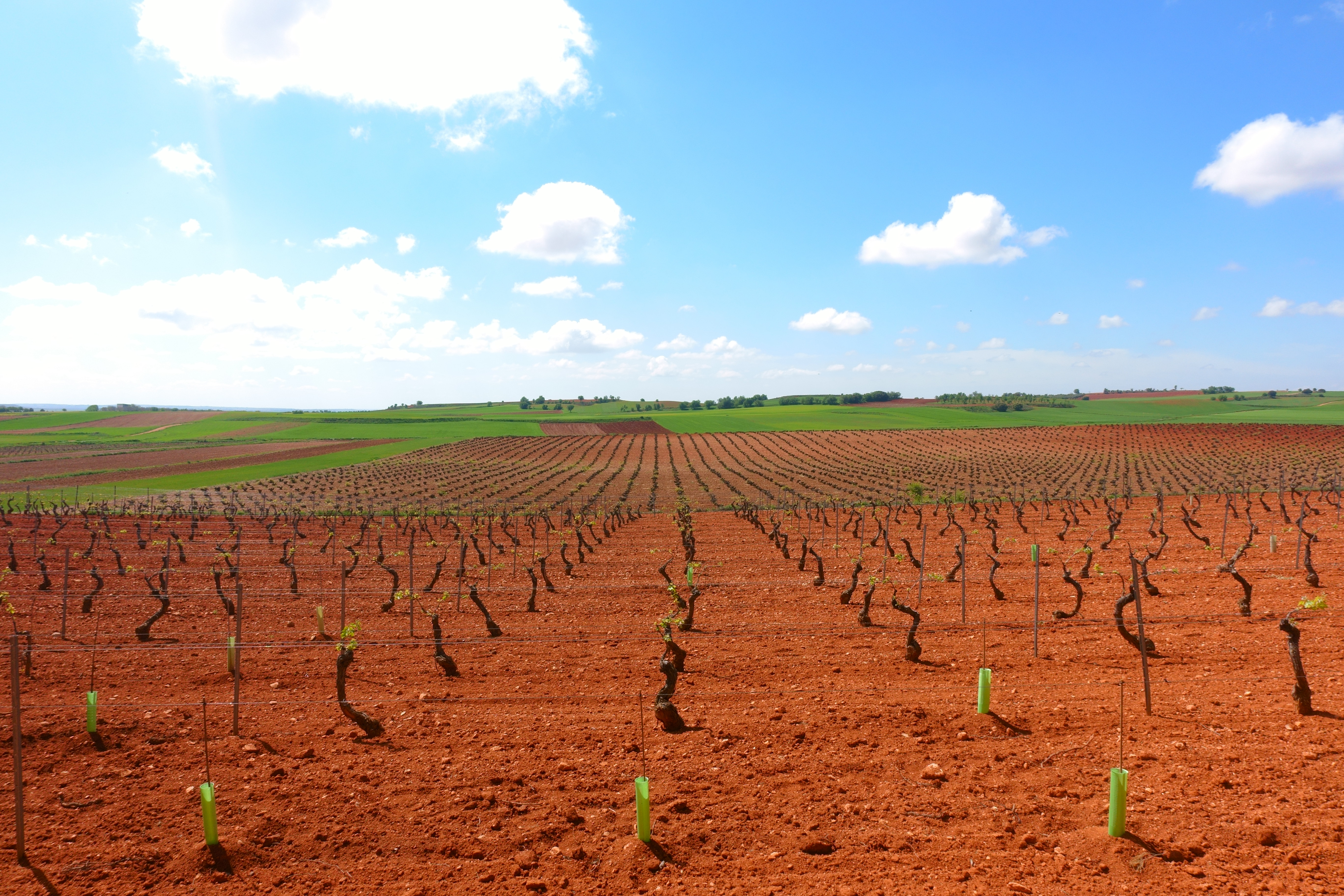
Viñas en los alrededores

Básicamente sector primario, entre los productos nos encontramos:Garbanzos, Ajos, Lentejas, Quesos, Vinos, Aceite, Cereales, Caza Menor (Perdiz Roja, Conejo, Liebre), etc.

## Monumentos

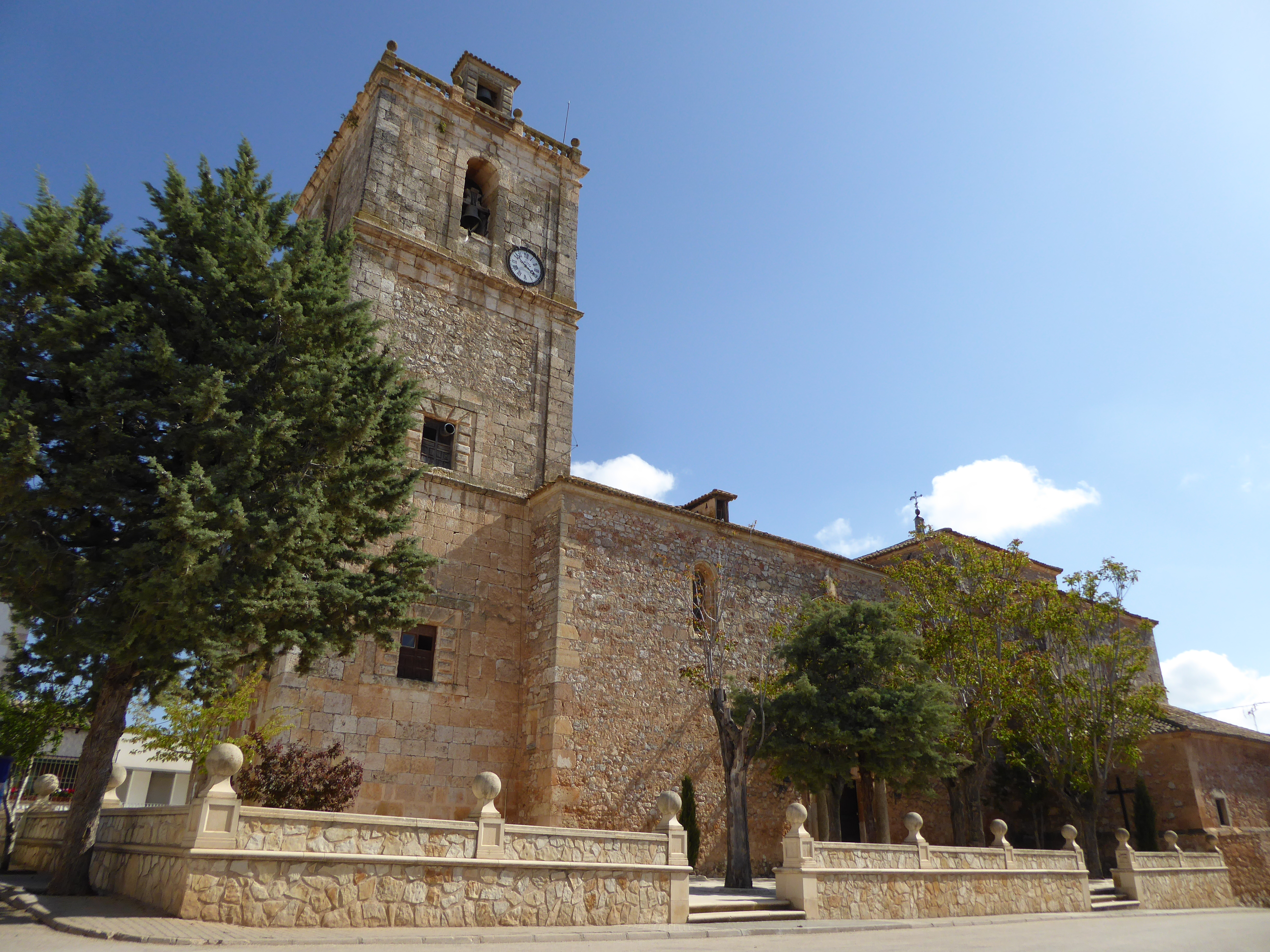
Iglesia de San Bernabé

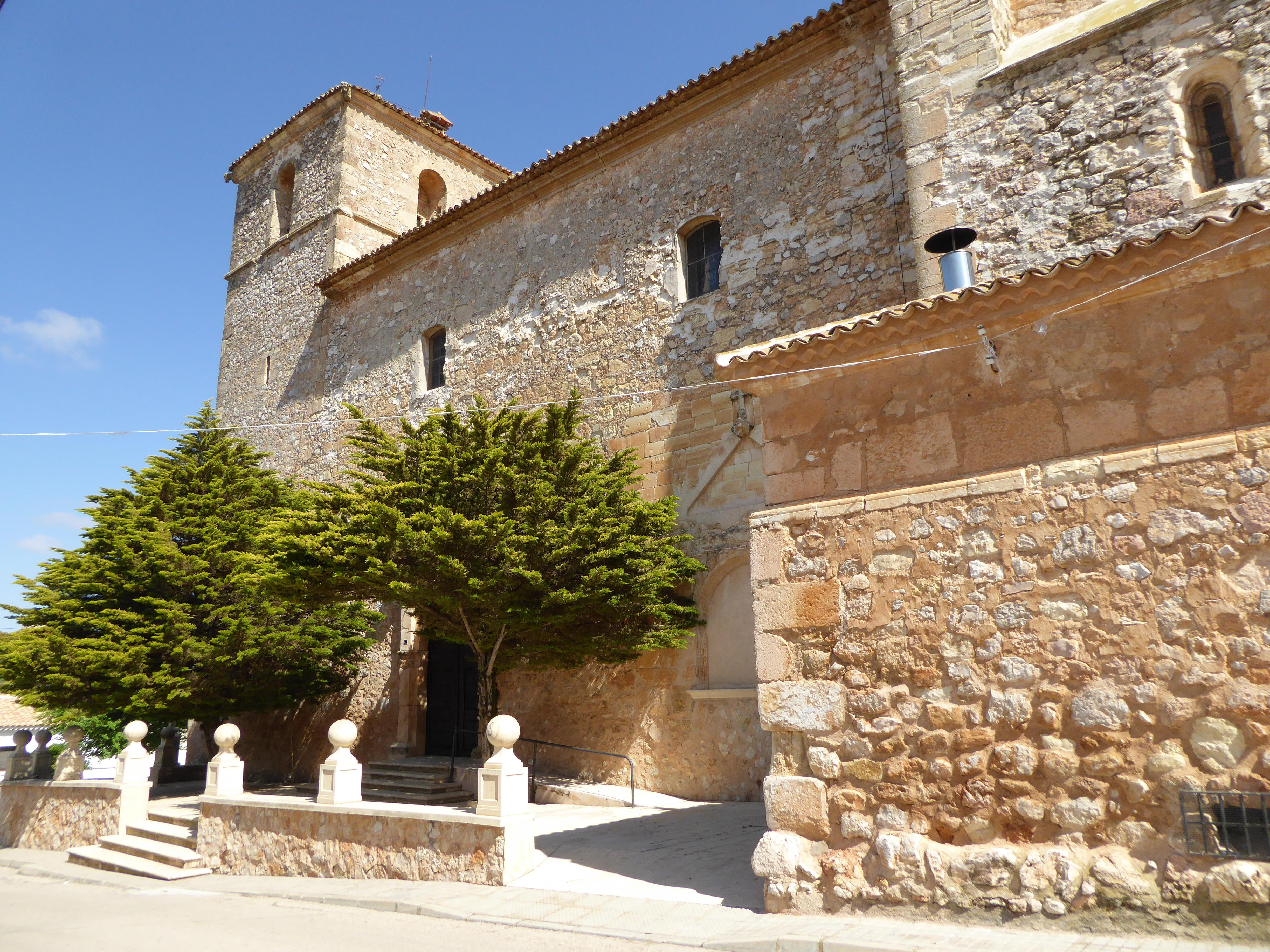
Iglesia de San Bartolomé

- Iglesia de San Bernabé del siglo XVI-XVII, es de estilo renacimiento-barroco. Tiene una torre plateresca y un retablo barroco en el altar.
- La iglesia de S. Bartolomé, de origen románico con añadidos góticos, barrocos y platerescos.
- La Torrecilla (fortificación del Marqués de Villena).
- Casa del Fraile (Fray Francisco De Jesús).
- Falos de piedra ubicados en el Santo de la Hontanilla.
- Hontanilla.
- Molinos de Viento.
- Covatilla.
- Ermita de San Isidro.

## Fiestas
- Día 15 de agosto, Virgen de la Morenita, patrona de Hinojoso del Marquesado.
- Día 16 de julio, Virgen del Carmen, patrona de Hinojoso del Orden.

En ambas existen corridas de toros y actividades festivas varias.

## Costumbres
Rivalidad sana entre los dos pueblos, para ver quien consigue mejorar cada año la festividad de su patrona. Antiguamente estaba mal visto casarse la gente de la parte santiaguista con los de la parte del marquesado. 

## Gastronomía

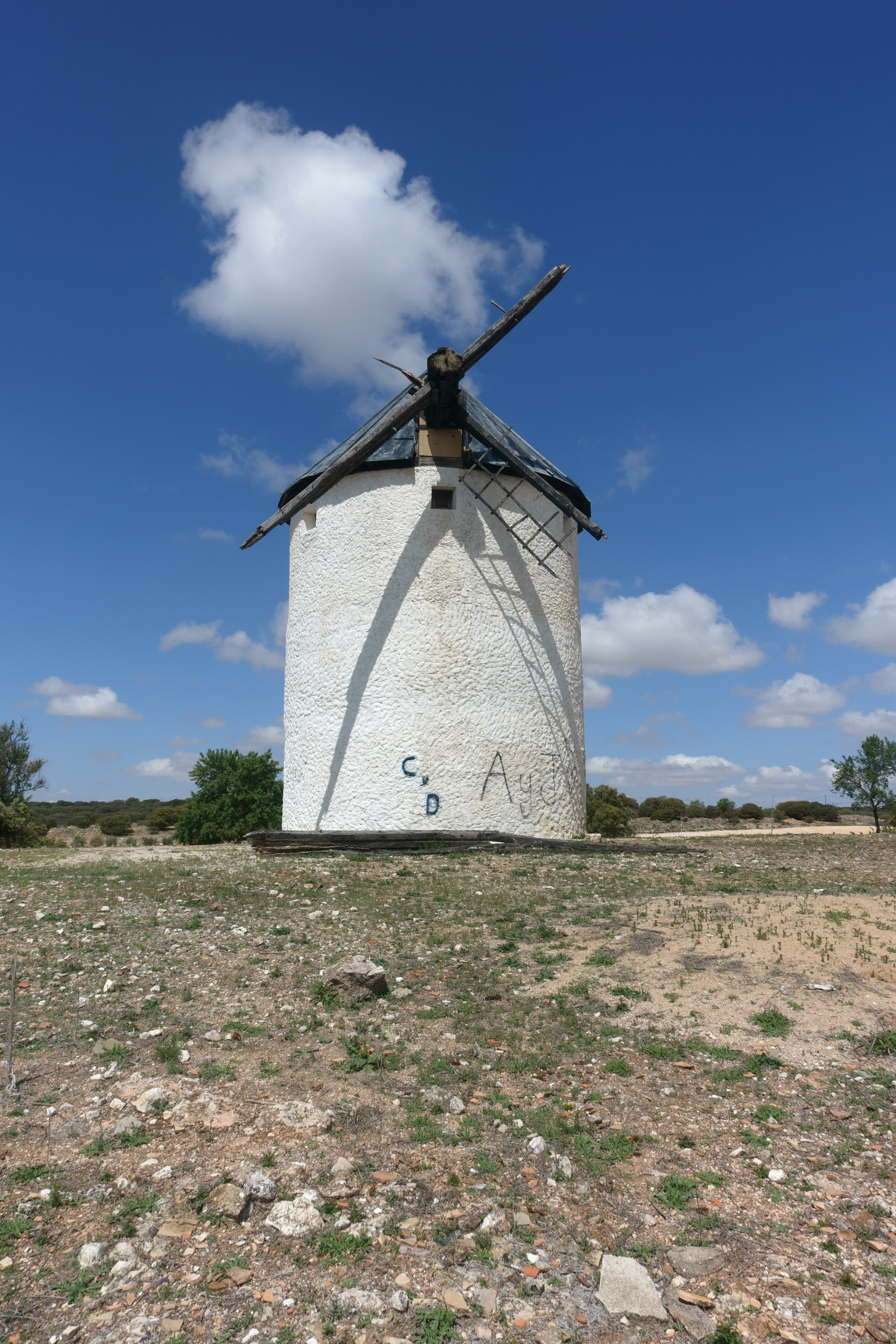
Molino

Son conocidas en la cocina del municipio las gachas manchegas, el pisto, el cocido manchego, las migas, el cordero a la brasa, caldereta de carne, las gachas dulces, las rosquillas, pelusas, etc.

## Personas destacadas
- Juan de Montalbán (1661-1720), obispo de Guadix y Plasencia.
- José Chacón (1910-1988) poeta.
- Carlos Chacón (1945-1985) ceramista y pintor.
- Alonso López de Hinojosos (1535 – 1597) médico cirujano.
- María Enriqueta de las Mercedes Izquierdo (1954-*) estilista.